# Felicity-Ace-Klasse
Die Felicity-Ace-Klasse ist eine Serie von Autotransportern, die in den 2000er Jahren für die japanische Reederei Mitsui O.S.K. Lines gebaut worden ist.

## Technische Daten
Die knapp 200 m langen Autotransporter wurden von der Shin Kurushima Dockyard Company in Imabari gebaut. Sie werden von einem Mitsubishi-Schiffsdieselmotor angetrieben, der mit 15.090 kW auf einen Festpropeller wirkt. Der Achtzylinder-Zweitaktmotor wurde von der Kobe Diesel Company in Lizenz gebaut. Für die Stromerzeugung stehen vier Dieselgeneratorensätze zur Verfügung. Be- und entladen werden die Schiffe über eine Heckrampe mit einer Tragfähigkeit von 150 t und eine kleinere Rampe an Steuerbord. Die maximale Ladehöhe beträgt 5,1 m. Die Fahrzeugkapazität beträgt etwa 5230 CEU.

## Schiffe
Die Schiffe der Felicity-Ace-Klasse:
| Bauname       | Bau- nummer | IMO- Nummer | Kiellegung Stapellauf Ablieferung                  | Umbenennung und Verbleib                  |
| ------------- | ----------- | ----------- | -------------------------------------------------- | ----------------------------------------- |
| Felicity Ace  | 5306        | 9293911     | 9. Dezember 2004 2. Juli 2005 5. Oktober 2005      | nach Brand am 1. März 2022 gesunken       |
| Firmament Ace | 5307        | 9293894     | 9. Dezember 2004 15. Mai 2006 22. August 2006      | so in Fahrt                               |
| Favorite Ace  | 5308        | 9293909     | 9. Dezember 2004 25. August 2006 20. November 2006 | → Glovis Conductor (2012) → SFL Conductor |

## Piratenangriff
Die Felicity Ace wurde 2011 vor Tansania von Piraten angegriffen, konnte aber durch ein geeignetes Fahrmanöver entkommen.

## Untergang derFelicity Ace

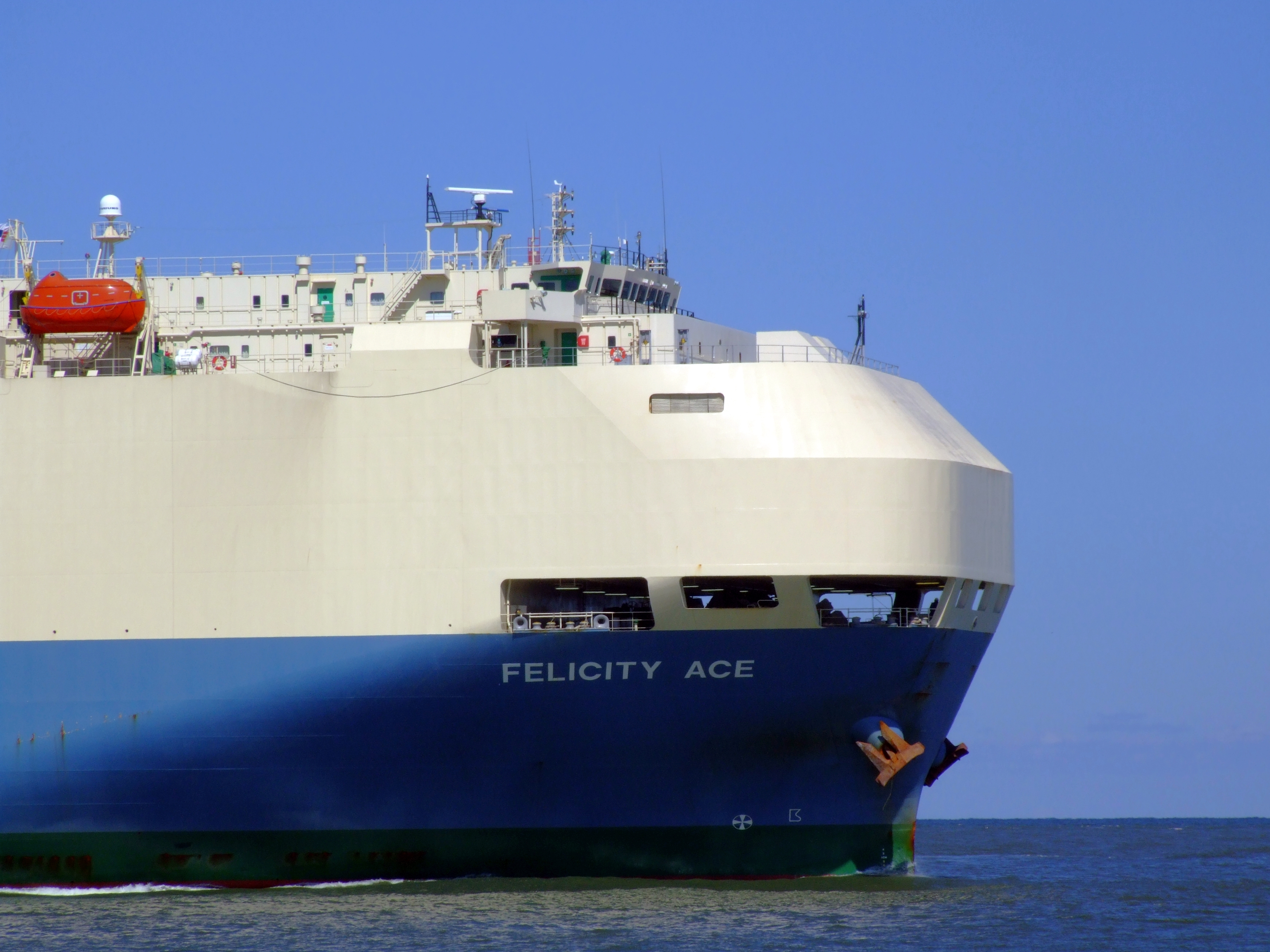
Die Felicity Ace 2007 bei Rotterdam

Die Felicity Ace war am 10. Februar 2022 vom Emder Hafen ausgelaufen und für den Hafen von Davisville in Rhode Island bestimmt. Die Ladung bestand aus etwa 4000 Fahrzeugen der Volkswagen AG, darunter etwa 1100 Porsche sowie Personenwagen der Marken VW, Audi, Lamborghini und Bentley.
Am 16. Februar 2022 brach gegen 11:30 Uhr MEZ etwa 170 km südwestlich der Azoren aus unbekannter Ursache auf einem der Fahrzeugdecks ein Feuer aus. Die 22-köpfige Besatzung verließ das Schiff, wurde vom griechischen Tanker Resilient Warrior aufgenommen und danach mit einem Hubschrauber zu den Azoren geflogen. Anschließend trieb die Felicity Ace führerlos im Nordatlantik und wurde vom portugiesischen Patrouillenboot Setúbal begleitet und überwacht. Von der Reederei wurde Smit Salvage mit der Bergung des Autotransporters beauftragt. Das Feuer sollte vor Ort gelöscht werden, da das Schiff mittlerweile Schlagseite hatte und nicht gefahrlos in einen sicheren Hafen geschleppt werden konnte.
Am 21. Februar 2022 erreichten zwei Bergungsschlepper das brennende Schiff und begannen, es mit ihren Feuerlöschmonitoren von außen zu kühlen. Drei Tage später war das Feuer ausgebrannt. Eine Schleppverbindung konnte hergestellt werden, so dass das Schiff nicht mehr weiter führerlos trieb.
Mit zuletzt 45° Schlagseite sank die Felicity Ace am 1. März 2022 gegen 9 Uhr Ortszeit etwa 220 Seemeilen südlich der Azoren. Die Wassertiefe in diesem Seegebiet beträgt rund 3000 bis 3500 Meter, was eine Bergung praktisch unmöglich macht.
Zur Höhe des Schadens an der Ladung machten die Beteiligten keine Angaben; zwei Finanzanalysten schätzten ihn auf 334 bzw. 401 Millionen US-Dollar.
2024 teilte das Landgericht Stuttgart mit, die japanische Eigentümerin der Felicity Ace habe eine Schadensersatzklage gegen die Porsche AG in Höhe von knapp 30 Millionen Euro eingereicht. Die Eigentümerin mache geltend, das Feuer sei vom entzündeten Lithium-Ionen-Akkumulator eines der transportierten Porsche-Fahrzeuge ausgegangen. Eine weitere Klage unter anderem gegen Porsche ist beim Landgericht Braunschweig anhängig.

### Unvollständige Liste betroffener Fahrzeuge
| Fahrzeug(e)                     | Anzahl |
| ------------------------------- | ------ |
| Audi A5-Reihe                   | 274    |
| Audi e-tron-Reihe               | 121    |
| Audi Q2                         | 1      |
| Audi Q3-Reihe                   | 441    |
| Audi TT Roadster (2007)         | 1      |
| Bentley Bentayga                | 77     |
| Bentley Continental GT bzw. GTC | 88     |
| Bentley Flying Spur             | 25     |
| Lamborghini Aventador Ultimae   | 15     |
| Lamborghini Huracán             | 20     |
| Lamborghini Urus                | 50     |
| Porsche                         | 168    |
| VW Caddy                        | 47     |
| VW Golf                         | 199    |
| VW ID.4                         | 159    |
| VW Jetta                        | 1      |
| VW T6                           | 116    |
| VW Taigo                        | 1      |
| BMW 750i (2007)                 | 1      |
| Ford Mustang GT (2015)          | 1      |
| Honda Prelude SiR (1996)        | 1      |
| Kia Soul (2014)                 | 1      |
| Mini Countryman                 | 1      |
| Nissan Versa (2018)             | 1      |
| MAN TGM                         | 1      |
| Santana Motor (1977)            | 1      |
| Fendt-Traktoren                 | 12     |